# Artistique-Weltmeisterschaft 1984

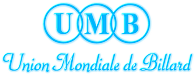
Logo UMB (ausrichtender Verband)

Veranstaltungsort: Heeswijk-Dinther

Die Billard-Artistique-Weltmeisterschaft 1984 war das 14. Turnier in dieser Disziplin des Karambolagebillards und fand vom 5. bis zum 8. April 1984 in Heeswijk-Dinther statt. Es war die zweite Artistique-WM in den Niederlanden.

## Geschichte
Raymond Steylaerts, der neue Weltmeister bei diesem Turnier, legte einen sensationellen Start hin. Er löste die ersten 20 Figuren und stellte mit 123 Punkten einen neuen Weltrekord in der Höchstserie auf. Am Ende des Turniers standen 355 Punkte (71 % der möglichen Punkte) auf dem Anzeigetableau, womit er seinem Landsmann Léo Corin auch den Punkteweltrekord abnahm. Sehr stark waren auch die Ergebnisse auf den weiteren Plätzen (Bessems 317 und Corin 304 Punkte). Einen ausgezeichneten Eindruck hinterließ auch der Bottroper Günther Brockshus mit 257 Punkten.

## Modus
Gespielt wurden 76 verschiedene Figuren mit verschiedenen Punktewertungen. Jeder Teilnehmer hatte pro Figur drei Versuche. Die maximale Punktzahl betrug 500 Punkte.

Gewertet wurde wie folgt:
1. Punkte = Erzielte Punkte
2. Versuche = Anzahl der gespielten Versuche
3. gelöste Figuren = gelöste Figuren
4. HS = Punkte der nacheinander gelösten Figuren

## Abschlusstabelle
| Platz                        | Name                | Punkte | Versuche | gel. Figuren | HS  |
| ---------------------------- | ------------------- | ------ | -------- | ------------ | --- |
| 1                            | Raymond Steylaerts  | 355    | 162      | 57           | 123 |
| 2                            | Jean Bessems        | 317    | 172      | 52           | 59  |
| 3                            | Léo Corin           | 304    | 157      | 50           | 70  |
| 4                            | Cees van Oosterhout | 289    | 170      | 45           | 39  |
| 5                            | Günther Brockshus   | 257    | 174      | 43           | 44  |
| 6                            | Francis Connesson   | 252    | 165      | 42           | 32  |
| 7                            | Hans de Jager       | 252    | 177      | 42           | 24  |
| 8                            | Angelo Casales      | 241    | 175      | 42           | 33  |
| 9                            | Robert Immervoll    | 238    | 183      | 39           | 32  |
| 10                           | Gert Tiedtke        | 221    | 182      | 36           | 31  |
| Turnierdurchschnitt: 54,52 % |                     |        |          |              |     |